# Wolfgang Breul
Wolfgang Breul, auch Breul-Kunkel, (* 1960 in Eschwege) ist ein deutscher evangelischer Theologe. Er war von 2001 bis 2007 Wissenschaftlicher Assistent an der Philipps-Universität Marburg und ist seit 2009 Professor für Kirchen- und Dogmengeschichte an der Johannes Gutenberg-Universität Mainz.

## Leben
Breul studierte von 1983 bis 1989 evangelische Theologie an den Universitäten in Marburg, Bern und Göttingen. Nach erfolgreichem Abschluss war er  1990 bis 1992 Vikar in einer Marburger Umlandgemeinde. Noch 1992 übernahm Breul eine Stelle als Pfarrer mit besonderem Dienstauftrag am Fachbereich Evangelische Theologie der Marburger Universität, die er bis 1995 innehatte.
1999 promovierte er zum Dr. theol. an der Universität Marburg. Die Dissertation mit dem Thema Herrschaftskrise und Reformation. Die Reichsabteien Hersfeld und Fulda ca. 1500-1525 wurde unter anderem von Hans Schneider betreut und 2000 im Rahmen der Buchreihe Quellen und Forschungen zur Reformationsgeschichte als Band 71 veröffentlicht. Für die Arbeit wurde Breul 2002 mit dem Josef-Leinweber-Preis der Katholisch-Theologischen Fakultät Fulda ausgezeichnet. Von 1999 bis 2000 arbeitete er an der Edition von Briefen und biographischen Dokumenten von Johann Arndt, die als  Forschungsstipendium von der Fritz Thyssen Stiftung gefördert wurde.
Im Jahre 2000 bis 2001 wurde Breul Wissenschaftlicher Mitarbeiter und von 2001 bis 2007 Wissenschaftlicher Assistent im Fachgebiet Kirchengeschichte an der Philipps-Universität Marburg. Bereits 2006 habilitierte er in Marburg mit der Habilitationsschrift Hallesche Generalreform und pietistische Neuordnung in der Grafschaft Waldeck. 2007 übernahm Breul einen Lehrauftrag für Kirchengeschichte an der Theologischen Fakultät der Universität Mainz als Vertretung von Irene Dingel, hielt aber auch im gleichen Jahr Gastvorlesungen an der Lutherischen Universität in Budapest. Ab Oktober 2007 arbeitete er an dem Projekt der Deutschen Forschungsgemeinschaft Das Eheverständnis des Pietismus im Alten Reich (1680–1750). Seit 2009 ist Breul ordentlicher Professor für Kirchen- und Dogmengeschichte an der Universität Mainz mit dem Schwerpunkt Frühe Neuzeit.
Breul ist Mitglied der Historischen Kommission für Hessen und der Wissenschaftlichen Gesellschaft für Theologie – Sektion Kirchengeschichte. Er gehört außerdem zum Wissenschaftlichen Beirat der Hessischen Kirchengeschichtlichen Vereinigung und zum Beirat des Interdisziplinären Zentrums für Pietismusforschung. Er ist Autor, Herausgeber und Rezensent von über 30 Fachveröffentlichungen. Er ist Mitautor der Fuldaer Geschichtsblätter, der Zeitschrift Archiv für mittelrheinische Kirchengeschichte, der Zeitschrift Archiv für Reformationsgeschichte und der Enzyklopädie der Neuzeit. 2001 gab er zusammen mit Lothar Vogel eine Festschrift anlässlich des 60. Geburtstages von Hans Schneider heraus, 2015 war er Mitherausgeber des Kataloges der Landesausstellung in Mainz Ritter! Tod! Teufel? Franz von Sickingen und die Reformation. Wolfgang Breul ist geschieden und Vater von einer Tochter und einem Sohn.

## Veröffentlichungen (Auswahl)

### Autor
- Generalreform. August Hermann Franckes Universalprojekt und die pietistische Neuordnung in der Grafschaft Waldeck. (Habilitationsschrift) Vandenhoeck & Ruprecht, Göttingen 2017, ISBN 978-3-525-55840-9.
- Herrschaftskrise und Reformation. Die Reichsabteien Fulda und Hersfeld ca. 1500–1525. (Dissertationsschrift), Verlags-Haus, Gütersloh 2000, ISBN 978-3-579-01739-6.

### Herausgeber
- Pietismus Handbuch. mit Thomas Hahn-Bruckart, Mohr-Siebeck, Tübingen 2021, ISBN 978-3-16-159909-5.
- Ritterschaft und Reformation. (= Veröffentlichungen des Instituts für Geschichtliche Landeskunde an der Universität Mainz. Band 75), mit Kurt Andermann, Franz Steiner Verlag, Mainz 2019, ISBN 978-3-515-12258-0.
- Pietismus. Eine Anthologie von Quellen des 17. und 18. Jahrhunderts. Evangelische Verlagsanstalt, Leipzig 2017, ISBN 978-3-374-04545-7
- Ritter! Tod! Teufel? Franz von Sickingen und die Reformation. Schnell + Steiner, Regensburg 2015, ISBN 978-3-7954-2953-9.
- Geschichtsbewusstsein und Zukunftserwartung in Pietismus und Erweckungsbewegung. Mit Jan Carsten Schnurr, Vandenhoeck & Ruprecht, Göttingen 2013, ISBN 978-3-525-55842-3.
- Der radikale Pietismus. Perspektiven der Forschung. Vandenhoeck & Ruprecht, Göttingen 2011, ISBN 978-3-525-55839-3.
- Der Herr wird seine Herrlichkeit an uns offenbaren. Liebe, Ehe und Sexualität im Pietismus. Mit Christian Soboth, Harrassowitz, Wiesbaden 2011, ISBN 978-3-447-06477-4.
- Rezeption und Reform. Festschrift für Hans Schneider zu seinem 60. Geburtstag. Mit Lothar Vogel, Hessische Kirchengeschichtliche Vereinigung, Darmstadt / Kassel 2001, ISBN 978-3-931849-07-8.